# Illahue
Illahue corresponde a una localidad rural en la comuna de Mariquina, Provincia de Valdivia, Región de Los Ríos, Chile, ubicada en la ribera este del Río Cruces.

## Historia

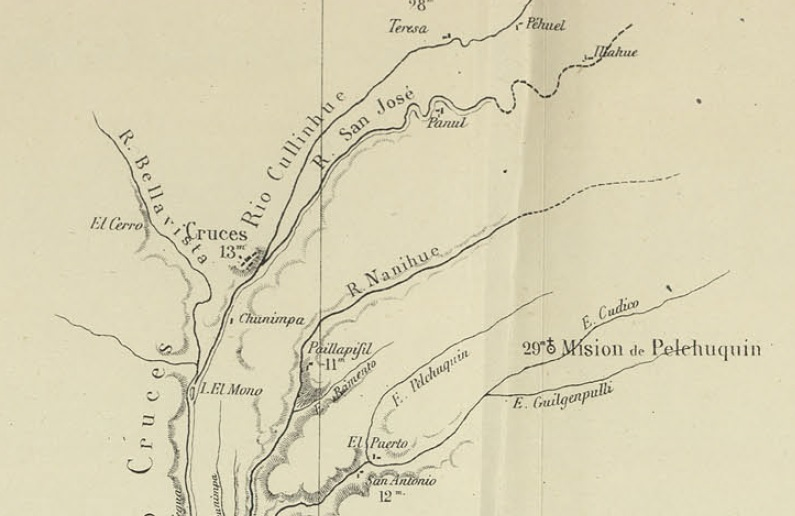
Illahue en el Mapa de la expedición de Francisco Vidal Gormaz en 1869

La localidad fue visitada por el Ingeniero Francisco Vidal Gormaz en el año 1868 en los trabajos de Exploración del Río Valdivia y sus afluentes encargado por el Gobierno de Chile e incluida en su Mapa.
Y en el año 1899 en el Diccionario Geográfico de Francisco Astaburuaga Cienfuegos es mencionado como caserío.

Illahue. Caserío corto del departamento de Valdivia en la orilla derecha del río de San José ó de Cruces en su sección superior, entre la villa de San José de Mariquina y la aldea llamada también de Cruces, y próximo al E. de Pehuel. Se forma el nombre de illav y hue, lugar ó sitio llano
 Francisco Astaburuaga

## Accesibilidad y transporte
Illahue se encuentra a 11,1 km de la ciudad de San José de la Mariquina a través de la Ruta T-248.